# L'Étoile (journal acadien)
Pour les articles homonymes, voir Étoile (homonymie).
Ne doit pas être confondu avec L'Étoile (journal franco-américain).

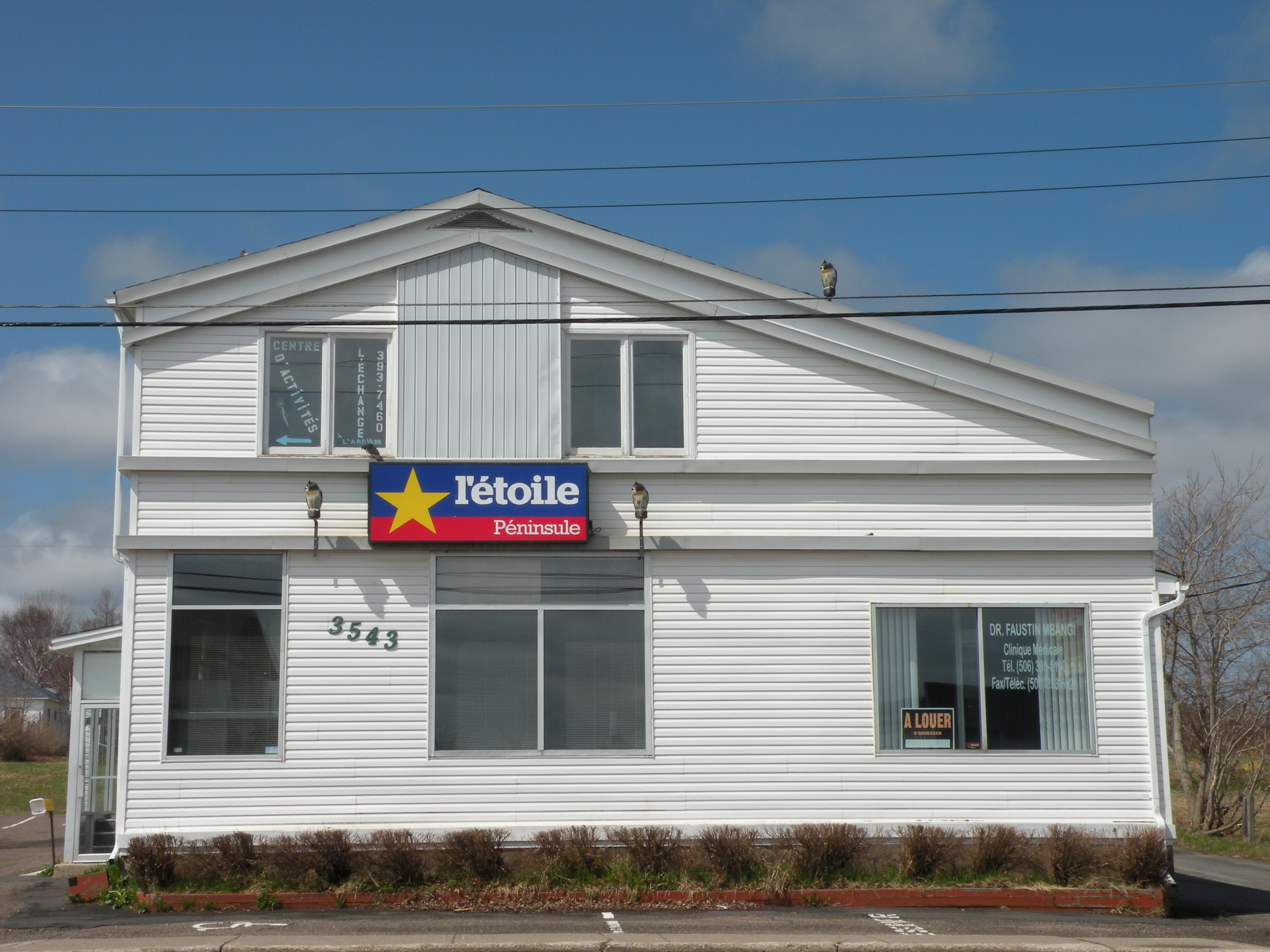
Locaux de L'Étoile Péninsule, à Tracadie-Sheila.

L'Étoile est un journal hebdomadaire publié au Nouveau-Brunswick (Canada) à plus de 100 000 exemplaires gratuits. Son éditeur est Brunswick News, qui possède la plupart des journaux anglophones de la province ainsi que tous les journaux hebdomadaires francophones, hormis Le Moniteur acadien. Son principal concurrent est L'Acadie nouvelle, un quotidien francophone. L'Étoile était auparavant publié en trois éditions différentes à Dieppe, à Shédiac et dans le comté de Kent, avant de devenir provincial le 6 août 2009.